# Wijken en buurten in Eemsmond
De Nederlandse gemeente Eemsmond is voor statistische doeleinden onderverdeeld in wijken en buurten. De gemeente is verdeeld in de volgende statistische wijken:
- Wijk 00 (CBS-wijkcode:165100)
- Wijk 01 (CBS-wijkcode:165101)
- Wijk 02 (CBS-wijkcode:165102)
- Wijk 03 (CBS-wijkcode:165103)
- Wijk 04 (CBS-wijkcode:165104)

Een statistische wijk kan bestaan uit meerdere buurten. Onderstaande tabel geeft de buurtindeling met kentallen volgens het Centraal Bureau voor de Statistiek (2008):
| CBS-buurtcode | Buurtnaam                              | Inwonertal | Opp. totaal (ha) | Opp. land (ha) | Ligging                |
| ------------- | -------------------------------------- | ---------- | ---------------- | -------------- | ---------------------- |
| BU16510001    | Uithuizen                              | 5140       | 370              | 367            | Locatie in de gemeente |
| BU16510002    | 't Lage van de Weg                     | 270        | 38               | 38             | Locatie in de gemeente |
| BU16510008    | Verspreide huizen in de nieuwe polders | 220        | 2259             | 2252           | Locatie in de gemeente |
| BU16510009    | Overige Verspreide huizen              | 80         | 526              | 521            | Locatie in de gemeente |
| BU16510100    | Uithuizermeeden                        | 2790       | 227              | 227            | Locatie in de gemeente |
| BU16510101    | Oosternieland                          | 120        | 54               | 54             | Locatie in de gemeente |
| BU16510102    | Roodeschool                            | 930        | 60               | 60             | Locatie in de gemeente |
| BU16510103    | Oosteinde                              | 150        | 37               | 37             | Locatie in de gemeente |
| BU16510104    | Hooilandseweg                          | 130        | 77               | 77             | Locatie in de gemeente |
| BU16510105    | Hefswal                                | 150        | 38               | 38             | Locatie in de gemeente |
| BU16510106    | Oudeschip                              | 120        | 48               | 48             | Locatie in de gemeente |
| BU16510107    | Oldenzijl                              | 40         | 18               | 18             | Locatie in de gemeente |
| BU16510108    | Eemshavengebied                        | 0          | 1527             | 1502           | Locatie in de gemeente |
| BU16510109    | Verspreide huizen Uithuizermeeden      | 660        | 4563             | 4532           | Locatie in de gemeente |
| BU16510200    | Kantens                                | 690        | 43               | 42             | Locatie in de gemeente |
| BU16510201    | Zandeweer                              | 450        | 43               | 43             | Locatie in de gemeente |
| BU16510202    | Rottum                                 | 100        | 12               | 12             | Locatie in de gemeente |
| BU16510203    | Stitswerd                              | 70         | 18               | 18             | Locatie in de gemeente |
| BU16510204    | Doodstil                               | 70         | 21               | 20             | Locatie in de gemeente |
| BU16510205    | Eppenhuizen                            | 50         | 21               | 21             | Locatie in de gemeente |
| BU16510206    | Garsthuizen (gedeeltelijk)             | 0          | 10               | 10             | Locatie in de gemeente |
| BU16510209    | Verspreide huizen Kantens              | 340        | 3112             | 3085           | Locatie in de gemeente |
| BU16510300    | Usquert                                | 1330       | 137              | 136            | Locatie in de gemeente |
| BU16510308    | Verspreide huizen in de nieuwe polders | 70         | 2074             | 2064           | Locatie in de gemeente |
| BU16510309    | Overige Verspreide huizen              | 130        | 676              | 674            | Locatie in de gemeente |
| BU16510400    | Warffum                                | 2170       | 137              | 134            | Locatie in de gemeente |
| BU16510409    | Verspreide huizen Warffum              | 230        | 3010             | 2988           | Locatie in de gemeente |